# Óxidos de hierro

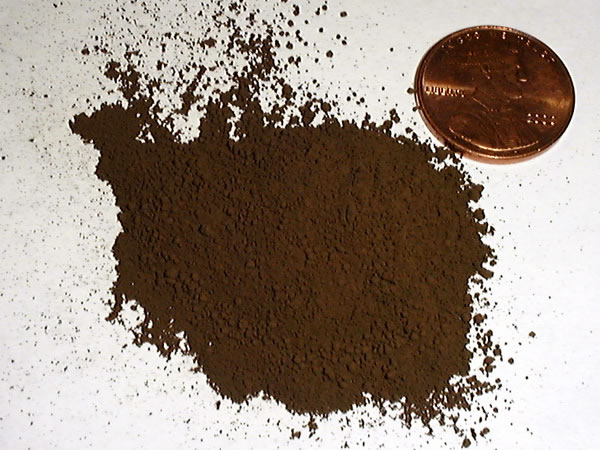
Pigmento de óxido de hierro

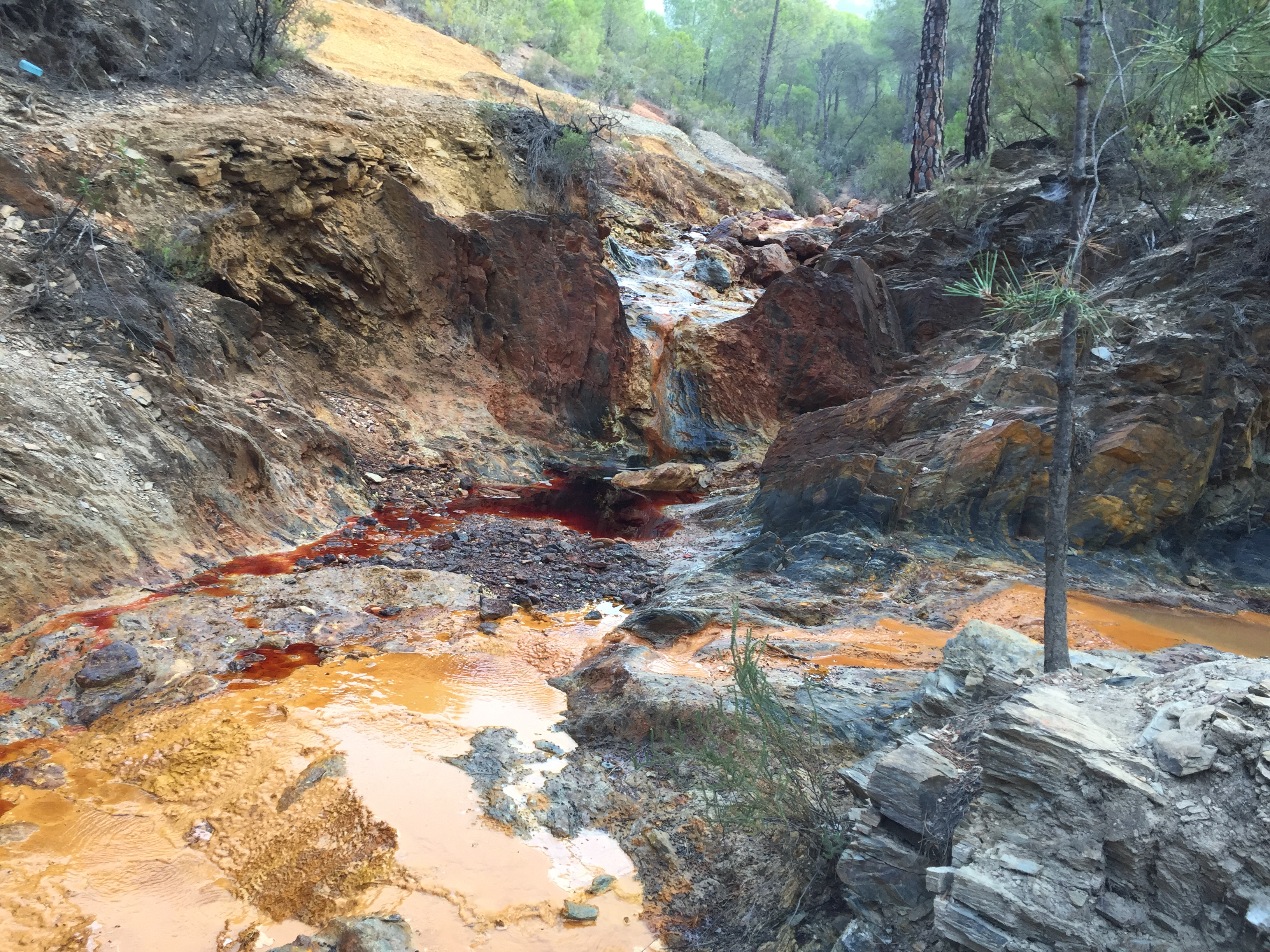
Afluente del Río Tinto, cerca de Nerva, España. La alta concentración de óxidos de hierro es la causa del tono rojizo del agua.

Los óxidos de hierro son compuestos químicos formados por hierro y oxígeno. Se conocen 16 óxidos de hierro.[cita requerida]
Estos compuestos son óxidos (hematita, magnetita, maghemita, β-Fe2O3, ε-Fe2O3, Wüstite), o hidróxidos y oxihidróxidos (goethita, lepidocrocita, akaganeíta, feroxihita, δ-FeOOH, FeO(OH) de alta presión, ferrihidrita, bernalita, Fe(OH)2).
Algunos de estos óxidos son utilizados en cerámica, particularmente en vidriados. Los óxidos de hierro, como los óxidos de otros metales, proveen el color de algunos vidrios después de ser calentados a altas temperaturas. También son usados como pigmento.

## Óxidos de hierro
- Óxido de hierro(II), también llamado antiguamente óxido ferroso, de fórmula FeO. El polvo de óxido ferroso puede causar explosiones ya que literalmente entra en combustión.
- Óxido de hierro(III), también llamado antiguamente óxido férrico, de fórmula Fe2O3. En su estado natural es conocido como hematita. También es purificado para su uso como soporte de almacenamiento magnético en audio e informática. Esta es la forma de óxido comúnmente vista en hierros y estructuras de acero oxidadas que ataca desde puentes hasta carrocerías de automóviles y la cual es tremendamente destructiva.
- Óxido de hierro(II, III) u óxido ferroso férrico (Fe3O4). En su estado natural es conocido como magnetita, un mineral de color negruzco que constituye una de las fuentes principales de obtención de hierro. Esta forma de óxido tiende a ocurrir cuando el hierro se oxida bajo el agua y por eso es frecuente encontrarlo dentro de tanques o bajo la línea de flotación de los barcos.

La variedad de colores de óxido de hierro (III) (azul, verde y violeta) que simula el atardecer se debe principalmente a la habilidad del hierro de cambiar sus electrones en el penúltimo nivel de energía con modificación en el spin. De esto se intuye que el camuflaje de las iguanas se debe a la inclusión de este óxido sobre su piel.

## Hidróxidos de hierro
- Hidróxido de hierro(II) Fe (OH)2. Es de color verduzco (green rusts).
- Hidróxido de hierro(III) Fe (OH)3. Es de color marrón oscuro.
- Oxihidróxido de hierro(III) FeO (OH). En su estado natural se conoce como goetita. Es de color rojo amarronado. También se lo encuentra conformando los siguientes minerales: siderogel, limonita y feroxihita; además de existir una variante conocida como lepidocrocita.